# 亚罗米尔·德拉甘
亚罗米尔·德拉甘（1963年9月14日—），斯洛伐克男子冰球运动员。他曾代表斯洛伐克国家队参加1994年冬季奥林匹克运动会冰球比赛。他也曾入选1992年冬季奥林匹克运动会捷克斯洛伐克男子冰球队名单，但并未上场参赛。